# Cottingley Fairies

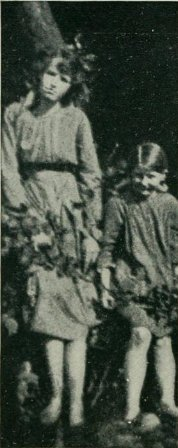
Frances Griffith och Elsie Wright, 1917

Cottingley Fairies (Cottingley-älvorna) kallas den serie fotografier föreställande dansande älvor som togs av kusinerna Elsie Wright och Frances Griffiths i närheten av Cottingley i England, under sent 1910-tal. Fotografierna undersöktes av Sherlock Holmes skapare Sir Arthur Conan Doyle som befann dem vara äkta och bevis för att älvor finns. Bilderna har senare undersökts noggrant och befunnits vara falska.

## Detaljer
Bilderna föreställer de två kusinerna, 9 och 16 år gamla, omgärdade av älvor och gårdstomtar. De mytiska figurerna har skira kläder och har stora vingar på ryggarna. 
Det finns sammanlagt fem fotografier, tagna under somrarna 1917 respektive 1920 (de senare på beställning av bland annat Sir Arthur Conan Doyle). Bilderna undersöktes av en samtida fotoexpert, Harold Snelling, som intygade att bilderna inte var fejkade. Kusinerna hävdade ända fram till 1981 att bilderna var äkta.
Conan Doyle blev så övertygad av bilderna att han skrev en bok om älvor (The Coming of the Fairies, publicerad 1921). Det tros att Conan Doyle blev lurad eftersom han inte trodde att så unga flickor kunde ljuga.

## Avslöjandet
1978 upptäcktes att älvorna på bilderna var mycket lika några teckningar i Princess Mary's Gift Book' av Claude A. Shepperson från 1914. 1981 intervjuades kusinerna av Joe Cooper för tidskriften The Unexplained, och de två erkände då att bilderna varit fejkade; de hade klippt ut bilderna, poserat med bilderna uppsatta bredvid sig, och till och med misslyckats med ett par plåtar (1920 fick de 24 plåtar men levererade endast 3 bilder). Trots det fortsatte Frances Griffiths att hävda att de faktiskt hade sett älvor i trädgården och att kortet med trädgårdstomten var äkta.
1997 kom två filmer med Cottingley Fairy-historien, FairyTale: A True Story, med Peter O'Toole och Harvey Keitel, och Photographing Fairies med Toby Stephens och Ben Kingsley.